# رشید شریفی
رشید شریفی (زاده سده لنجان، استان اصفهان)وی نزد استاد اسماعیل و پسرش اسداله صالحی وزنه برداری را آموخت.پس  از قهرمانی کشور به تیم ملی دعوت شد. وزنه‌بردار ایرانی است که در دسته فوق سنگین مسابقات وزنه‌برداری المپیک تابستانی پکن شرکت کرد.
وی در این مسابقات جایگزین حسین رضازاده شد. بواسطه اشتباه مربیان وقت نسبت به بحث تمرین و تغذیه، آزمایش دوپینگ او مثبت درآمد و به مدت چهار سال از صحنه رقابت ها دور شد. شریفی در حال حاضر مربی تیم وزنه برداری بزرگسالان استان اصفهان است.